# Millimages
 (décembre 2018).
Si vous disposez d'ouvrages ou d'articles de référence ou si vous connaissez des sites web de qualité traitant du thème abordé ici, merci de compléter l'article en donnant les références utiles à sa vérifiabilité et en les liant à la section « Notes et références ».
Millimages, fondé en 1991, est un studio d'animation indépendant basé à Paris qui conçoit, produit, distribue, sur tous les supports[Lesquels ?], des programmes originaux destinés à tout type de public.

## Productions

### Longs-métrages
| Titre                        | Réalisateur(s)                                | Format  | Année | Technique                     |
| ---------------------------- | --------------------------------------------- | ------- | ----- | ----------------------------- |
| Carnival                     | Deane Taylor                                  | 75 min  | 1999  | 2D                            |
| Couac le Vilain Petit Canard | Deane Taylor, Emmanuel Klotz                  | 62 min  | 2003  | 2D                            |
| Piccolo, Saxo & Cie          | Eric Gutierrez, Marco Villamizar              | 75 min  | 2005  | 3D                            |
| Renaissance                  | Christian Volckman                            | 105 min | 2006  | 3D                            |
| Lascars, le film             | Albert Pereira Lazaro, Emmanuel Klotz         | 96 min  | 2008  | 2D / 3D                       |
| Jasper, Pingouin Explorateur | Eckart Fingberg, Kay Delventhal               | 86 min  | 2009  | 2D / 3D                       |
| Le Marchand de Sable         | Jesper Møller, Sinem Sakagolu, Helmut Fischer | 83 min  | 2010  | Live Action / Stop-Motion/ 3D |

### Spéciaux TV
| Titre                                      | Réalisateur(s)         | Format | Année | Technique |
| ------------------------------------------ | ---------------------- | ------ | ----- | --------- |
| On a volé les rennes du père Noël          | John Doyle             | 26 min | 1998  | 2D        |
| L'Agenda du Père Noël                      | Jack Stokes            | 26 min | 1999  | 2D        |
| La Graine Enchantée                        | Eveline Fouché         | 25 min | 2001  | 2D        |
| Le Petit Renne                             | Dave Unwin             | 26 min | 2004  | 2D        |
| Didou et l'Assistant du Père Noël          | Frédérick Chaillou     | 22 min | 2011  | 2D        |
| Didou et la Fée Arc-en-Ciel                | Frédérick Chaillou     | 22 min | 2011  | 2D        |
| Pipi, Pupù & Rosemarie, La Flûte enchantée | Enzo d'Alò             | 22 min | 2013  | 2D        |
| Pipi, Pupù & Rosemarie, Le Tasse Noisettes | Enzo d'Alò             | 22 min | 2015  | 2D        |
| Pipi, Pupù & Rosemarie, Don Pipichotte     | Enzo d'Alò             | 22 min | 2015  | 2D        |
| Pipi, Pupù & Rosemarie, La Lapine En Civet | Enzo d'Alò             | 22 min | 2015  | 2D        |
| Molang, Vacances Mouvementées              | Marie-Caroline Villand | 7 min  | 2018  | 2D        |
| Molang, Sous l'Océan                       | Marie-Caroline Villand | 7 min  | 2018  | 2D        |
| Molang, Le Camping Car                     | Marie-Caroline Villand | 7 min  | 2018  | 2D        |
| Molang, La Momie                           | Marie-Caroline Villand | 7 min  | 2018  | 2D        |
| Molang, La Baguette Magique                | Marie-Caroline Villand | 7 min  | 2018  | 2D        |
| Molang, Le Château du Fantôme              | Marie-Caroline Villand | 7 min  | 2018  | 2D        |
| Molang, Un beau sapin                      | Marie-Caroline Villand | 7 min  | 2018  | 2D        |
| Molang, Le Bonhomme de Neige               | Marie-Caroline Villand | 7 min  | 2018  | 2D        |
| Molang, Chez Les Lutins                    | Marie-Caroline Villand | 7 min  | 2018  | 2D        |

### Séries TV
| Titre                        | Réalisateur(s)                                | Format          | Année | Technique   |
| ---------------------------- | --------------------------------------------- | --------------- | ----- | ----------- |
| 64, rue du Zoo, saison 1     | An Vrombaut, Albert Pereira Lazaro            | 26 × 11 min     | 1999  | 2D          |
| 64, rue du Zoo, saison 2     | An Vrombaut, Albert Pereira Lazaro            | 26 × 11 min     | 2000  | 2D          |
| Archibald le Koala           | Claude Allix                                  | 52 × 13 min     | 2000  | 2D          |
| Au Pays des Lettres          | Rui Carduso, Humberto Santana                 | 13 × 13 min     | 1997  | 2D          |
| Bugged                       | Franck Demolliere                             | 52 × 7 min      | 2010  | 3D          |
| Caroline et ses amis         | Michel Pylliser                               | 52 × 13 min     | 1994  | 2D          |
| CJ le DJ                     | Mark Gravas                                   | 52 × 11 min     | 2009  | 3D          |
| Comment ça marche            | Diego Zamora                                  | 26 × 13 min     | 2002  | 2D/3D       |
| Corneil et Bernie, saison 1  | Albert Pereira Lazaro                         | 52 × 13 min     | 2003  | 2D          |
| Corneil et Bernie, saison 2  | Paul Guidal                                   | 52 × 13 min     | 2013  | 2D          |
| Da Möb                       | Philippe Balmossière                          | 26 × 26 min     | 2001  | 2D          |
| Didou Dessine-Moi!, saison 1 | Frédéric Mège, Frédérick Chaillou             | 39 × 7 min      | 2004  | 2D          |
| Didou Dessine-Moi!, saison 2 | Frédérick Chaillou                            | 39 × 7 min      | 2006  | 2D          |
| Didou Dessine-Moi!, saison 3 | Frédérick Chaillou, François Narboux          | 39 × 7 min      | 2008  | 2D          |
| Didou Construis-moi!         | Eric Gutierrez                                | 78 × 7 min      | 2020  | 2D          |
| Diego et Ziggy               | Virginie Jallot                               | 52 × 13 min     | 2010  | 2D          |
| Flatmania                    | Emmanuel Gorin                                | 52 × 13 min     | 2002  | 2D          |
| Hôpital Hilltop, saison 1    | Pascal Le Nôtre                               | 13 × 10 min     | 1999  | Stop-Motion |
| Hôpital Hilltop, saison 2    | Pascal Le Nôtre                               | 13 × 10 min     | 2001  | Stop-Motion |
| Hôpital Hilltop, saison 3    | Pascal Le Nôtre                               | 13 × 10 min     | 2002  | Stop-Motion |
| Hôpital Hilltop, saison 4    | Pascal Le Nôtre                               | 13 × 10 min     | 2003  | Stop-Motion |
| Jasper le Pingouin           | Udo Beissel, Frédéric Mège                    | 52 × 5 min      | 2002  | 2D          |
| Les Aventures de Nasredine   | Régis Saillard                                | 21 x 5 min      | 2019  | 3D          |
| Les Contes de la Rue Broca   | Alain Jaspard, Claude Allix                   | 26 x 13 min     | 1996  | 2D          |
| Les Enfants du feu           | Xavier Giacometti, Roger Héroux               | 26 × 26 min     | 2002  | 2D          |
| Les Gnoufs                   | Franck Vibert                                 | 52 × 13 min     | 2004  | 3D          |
| Les Grabonautes              | Lionel Richerand, Juliette Marchand, Zoë Inch | 26 × 13 min     | 2003  | Stop-Motion |
| Les Lascars, saison 1        | Laurent Nicolas, Pozla, Lalole                | 30 × 1 min      | 1999  | 2D          |
| Les Lascars, saison 2        | Pozla, Lalole, Eldiablo                       | 30 × 1 min      | 2008  | 2D          |
| Les Hydronautes              | Udo Beissel                                   | 26 × 13 min     | 2003  | 2D          |
| Les Voyages de Balthazar     | Eric Gutierrez                                | 52 × 5 min      | 2001  | 2D          |
| Lola & Virginia              | Myriam Ballesteros                            | 52 × 13 min     | 2006  | 2D          |
| Lucie                        | Frédérick Chaillou                            | 52 × 5 min      | 2004  | 2D          |
| Mig Said                     | Mig Jou                                       | 60 × 30 s       | 2009  | 2D          |
| Mikido                       | Arthur de Pins, Thomas Astruc                 | 52 × 13 min     | 2008  | 2D          |
| Mimi Cracra                  | Aziza Ghalila                                 | 52 × 2 min      | 1993  | 2D          |
| Molang, Saison 1             | Marie-Caroline Villand, Stéphanie Misiak      | 52 × 3 min 30 s | 2015  | 2D          |
| Molang, Saison 2             | Marie-Caroline Villand                        | 52 × 3 min 30 s | 2016  | 2D          |
| Molang, Saison 3             | Marie-Caroline Villand                        | 52 × 3 min 30 s | 2018  | 2D          |
| Molang, Saison 4             | Marie-Caroline Villand, Luca Salgado          | 52 × 5 min      | 2019  | 2D          |
| Molang, Saison 5             | Marie-Caroline Villand, Luca Salgado          | 104 x 5 min     | 2021  | 2D          |
| Monk                         | Natalys Raut Sieuzac                          | 52 × 3 min      | 2010  | 3D          |
| Mon robot et moi             | Olivier Derynck                               | 52 × 13 min     | 2011  | 3D          |
| Mouk, saison 1               | François Narboux                              | 62 × 11 min     | 2011  | 2D          |
| Mouk, saison 2               | François Narboux                              | 42 × 11 min     | 2014  | 2D          |
| Nuts, Nuts, Nuts             | Bruno Desraisses                              | 14 × 3 min      | 2010  | 2D          |
| Old Tom                      | Guy Gross                                     | 52 × 13 min     | 2001  | 2D          |
| Pablo le Petit Renard Rouge  | Albert Pereira Lazaro                         | 52 × 5 min      | 1999  | 2D          |
| Pense-Bêtes                  | Philip Glineur                                | 52 x 5 min      | 1998  | 2D          |
| Pigeon Boy                   | Claude Allix                                  | 26 × 26 min     | 2003  | 2D          |
| Pipi, Pupù & Rosemarie       | Enzo D'Alò                                    | 78 x 7 min      | 2013  | 2D          |
| Pirata et Capitano, Saison 1 | François Narboux                              | 52 × 11 min     | 2016  | 3D          |
| Pitt et Kantrop, Saison 1    | Claude Allix                                  | 26 × 26 min     | 2006  | 2D          |
| Pitt et Kantrop, Saison 2    | Claude Allix                                  | 13 × 26 min     | 2006  | 2D          |
| Rocket Jo                    | Julien Charles                                | 52 × 1 min 15 s | 2009  | 3D          |
| Simsala Grimm, Saison 2      | Eunice Alvarado-Ellis                         | 26 × 26 min     | 2010  | 2D          |
| Skyland                      | Emmanuel Gorin                                | 26 × 26 min     | 2003  | 2D/3D       |
| Talis, Le Chevalier du Temps | Eric Gutierrez, Fréderic Mege                 | 52 × 13 min     | 2001  | 2D          |
| Truck Games                  | Paul Szajner, Florent Benito Guyot            | 52 x 5 min      | 2019  | 3D          |
| Vampires, Pirates, Aliens    | Rémy Husson                                   | 26 × 3 × 7 min  | 1999  | 2D          |

## Récompenses
| Program           | Award                                                         | Year |
| ----------------- | ------------------------------------------------------------- | ---- |
| Molang            | Nominated International Emmy Kids Awards                      | 2016 |
| Molang            | Winner TVFI Export Award                                      | 2018 |
| Pirata & Capitano | Winner Best Children and Youth TV Program Big Digit Awards    | 2019 |
| Mouk              | Nominated Pulcinella Awards Cartoons on the Bay               | 2012 |
| Mouk              | Nominated Annecy International Animated Film Festival         | 2012 |
| Mouk              | Nominated International Gold Panda Awards Sichuan TV Festival | 2013 |
| Mouk              | Nominated Ottawa International Animation Festival             | 2013 |
| Mouk              | Nominated Mip Junior Licensing Challenge                      | 2011 |
| Mouk              | Nominated TVFI Export Award                                   | 2012 |
| Mouk              | Nominated Rome International Film Festival                    |      |
| 64 Zoo Lane       | Winner TVFI Export Award                                      | 2010 |
| 64 Zoo Lane       | Winner Pulcinella Awards Cartoons on the Bay                  |      |
| 64 Zoo Lane       | Winner Best Preschool Animation at British Animation Awards   |      |
| 64 Zoo Lane       | Winner Best Preschool Animation at BAFTA Awards               | 2000 |